# Enric Marquès i Ribalta
Enric Marquès i Ribalta (La Rodona, Santa Eugènia de Ter, Gironès, 19 d'abril de 1931 - Girona, 8 de setembre de 1994) fou un activista antifranquista i artista polifacètic gironí. Fou pintor, cartellista, dibuixant, grafista, escriptor, periodista i activista antifranquista.

## Biografia
Neix al barri de la Rodona de Santa Eugènia de Ter i amb quatre anys pateix la mort del seu pare. La seva mare es quedarà a Girona amb l'artista i un altre fill. El 1940 veu com les autoritats franquistes afusellen el seu oncle. Amb 17 anys comença a treballar al Banc de Bilbao a Girona per tirar endavant i pagar les classes del taller del pintor gironí Joan Orihuel i Barta. Durant aquesta etapa de la seva vida pinta i dibuixa paisatges de Girona i de forma especial la vall de Sant Daniel. El 1949, juntament amb Emília Xargay i Joaquim Casellas, faran a Barcelona la primera exposició del Grup de Girona a les Galeries El Jardí. A partir d'aquest moment organitza i participa en diferents exposicions fetes a la ciutat de Girona promogudes pel Cercle Artístic de la ciutat per presentar i apropar el nou art europeu a tots els gironins i gironines.
Després de diferents viatges per la península Ibèrica, el 1954 viatjarà al Marroc. Dos anys més tard marxarà a París, farà una curta estada a Dinamarca l'any 1957 i un viatge a Itàlia per acabar establint-se a la capital francesa on treballarà de rentaplats, pintant pisos particulars i recollint papers i cartrons. A París es relacionarà amb diversos intel·lectuals exiliats i participarà activament contra el franquisme. Sempre va quedar molt lligat als seus orígens i viatjarà constantment fins que retorni a Girona el 1974. L'any 1961 s'inscriu a l'École du Louvre i freqüenta l'École des Beaux Arts; serà el gener d'aquest mateix any quan conegui Anny Henry amb la que es casarà dos anys més tard. S'instal·laran al barri de Ménilmontant i tindran dos fills (Lucia l'any 1963 i François el 1966). El 1966 ajudarà a impulsar i formarà part de l'exposició d'Estampa Popular a Girona i participarà activament a les revoltes i fets del Maig del 68 parisenc. Des de 1967, i fins 1974, escriurà al setmanari Presència sobre temes d'art i actualitat internacional sota el pseudònim d'Eugeni Ribalta.
Sobre la seva estada a París i la relació amb els artistes i intel·lectuals de Girona, explica Lluís Oliver:
| « | Des del 1958, mantenia correspondència constant amb en Paco Torres, i també amb l'Emília Xargay i en Pep Colomer. Les cartes tracten d'art, moviments artístics, Franco, el país, Ruedo Ibérico, Antonio Pérez... Ell els envia Lettres Françaises cada setmana, i més tard abona en Paco a Actuel!. En Paco li dona noticies de Girona com pot. El correu és censurat, i els paquets arriben, de vegades, oberts i sense les revistes.Protegia els gironins quan anaven a París. Se'n cuidava, i s'ocupava de trobar lloc a l'hotelet rue de 'Echaudé. Tot Girona hi havia estat: Aleix i Maria, Isidre Vicens, Paco, Emília, Lloveres, Roca Delpech, Joaquima Delpech, … Molta gent passà també per la rue Villiers de l'lsle-Adam [casa de l'artista i Anny]: Lluís Carreras, Eduard Bonet, Anna Bofill, Pere Sola, Víctor Gómez Pin, … | » |

Després d'estar més de 15 anys movent-se intermitentment entre París i Girona, el 1974 tornarà a Catalunya i s'instal·larà al Casino de Can Caldes de Llagostera (Gironès). El març de 1976 serà un dels fundadors de l'Assemblea Democràtica d'Artistes de Girona (ADAG), amb la qual organitzarà diferents esdeveniments reivindicatius a favor de les llibertats socials i nacionals amb altres artistes de la ciutat. L'any 1979 serà un dels fundadors del Punt Diari i hi treballarà com a dissenyador, compaginador i responsable de suplements especials i culturals fins al 1985, quan es va incorporar a la Revista de Girona on hi treballarà fins a la seva mort. Des del seu retorn a Girona seguirà fent diferents exposicions individuals i participarà en altres col·lectives de caràcter reivindicatiu amb pintures i collages.
El seu últim treball com a escriptor serà un article que escriu sobre Fidel Aguilar poc abans de morir; l'any 1993 farà els pregons de la Festa Major de Santa Eugènia de Ter i Llagostera i el cartell de les fires i festes de Sant Narcís per a l'Ajuntament de Girona. L'agost de 1994 morirà la seva mare i un mes després, el 5 de setembre, patirà un atac de cor que acabarà amb la seva vida poc després. El 12 de setembre, després d'un acte al Parc de la Devesa, les seves cendres seran escampades en un camp proper al cementiri de Solius. L'any 2015, quan mor la seva dona, l'obra de l'artista va ser donada a l'Ajuntament de Llagostera i al de Girona, actualment trobem moltes de les seves peces al Museu d'Art de Girona.
Des de la Revista de Girona van dedicar un número especial a la memòria i l'homenatge del seu company poc després de la seva mort. S'obre el número amb aquestes paraules:
| « | Es fa difícil d'explicar als qui no el coneixien la frustració que ens provoca la mort de l'Enric Marqués; només se'n podran fer càrrec aquells que l'havien tractat. Per a molta gent implicada amb ell en tasques artístiques, culturals o cíviques, l'Enric era un punt de referència inevitable, una mena de consciència crítica sempre insatisfeta que jutjava actituds, interpel·lava criteris i estimulava accions. En el si de la Revista [de Girona] també jugava aquest paper d'animador permanent. Era un company dels que realment fan companyia, i per això, sense ell, sentim la dolorosa sensació d'estar sols. | » |

## Obra i estil
A més de pintures, fa cartells i dibuixos, tots en estil figuratiu. Destaquen en la seva obra els paisatges de Girona, Llagostera i l'Alt Empordà juntament amb diferents retrats. L'estil de Marquès recorda, en diferents moments, a Cézanne, Braque i Picasso en les seves èpoques inicials del cubisme, on a poc a poc veiem la construcció de les formes a través de la simplificació d'aquestes en cossos geomètrics simples. A més a més, com passa amb Picasso i Fidel Aguilar, veiem una forta influència del romànic català en la forma de representar les mirades i els ulls.
Va utilitzar en diversos casos la seva pintura com una forma de protesta, de defensa d'un missatge, tot i que aquesta vessant més política, o crítica, serà el fet que a poc a poc l'allunyi més de l'art per apropar-lo a la política, l'escriptura i la vida pública. Aquesta relació amb la pintura acabarà de trencar-se durant la transició i a partir de la creació de l'ADAG, quan el gironí es dediqui plenament a organitzar i administrar la seva obra i a la política i escriptura.
Explica Narcís Comadira en un article a Revista de Girona dedicat al pintor:
| « | L'obra [d'Enric Marquès], la seva obra, aquella per la qual serà admirat i estimat per la posteritat -suposant que hi hagi una posteritat sensible a aquestes coses- la va fer tota en el silenci, la por, la fred, la humiliació i la ràbia de la postguerra gironina. I és, crec, una obra esplèndida, important. Espero que la ciutat de Girona sabrà fer el possible perquè aquesta obra no es dispersi més del que és convenient i perquè en part -una part representativa i ben triada- quedi exposava permanentment al Museu d'Història de la Ciutat. Per la seva vàlua intrínseca i per allò que històricament representa. | » |

## Exposicions[7]

### Individuals
1953, desembre. Sala Municipal de Girona.
1954, novembre. Galeria de Bells Oficis, Girona.
1957, agost. Galeria Birth, Copenhaguen (Dinamarca).
1957, novembre. Galeria La Artística (Girona).
1960, octubre. Sala Municipal de Girona
1965, desembre. Sala d'exposicions de la Caixa de Pensions, Girona.
1970, agost. Casa de Cultura bisbe Lorenzana, Girona.
1972, octubre. 30 cares, trenta creus i una de cantó. Sala Les Voltes, Girona.
1975, abril. Els atletes del consum. Galeria Sant Jordi, Girona.
1976, març. Paisatges del Gironès. Galeria Internacional, Girona.
1980, maig. Retrospectiva de guaixos i dibuixos (1953-1976). Sala Municipal Fidel Aguilar, Girona.
1989, desembre. Anys Cinquanta i Obra recent. Sala Municipal de Girona.
1996, 5 de juliol al 3 de novembre. Enric Marquès. Antològica 1931-1994. Museu d'Història de Girona. Girona.
2015, 29 d'abril al 23 d'agost. Enric Marquès. La col·lecció de l'artista (1948-1989). Casa Pastors, Girona.
2016, tardor. Enric Marquès. D'El Fayum a Estampa Popular. Museu d'Història de Girona. Girona.

### Col·lectives
1949, març. Grup Girona(Xargay, Casellas i Marquès). Galeries El Jardí, Barcelona.
1950. Saló d'Octubre, Barcelona.
1951. Saló d'Octubre, Barcelona.
1951, octubre. I Bienal Hispanoamericana de Arte. Instituto de cultura hispànica, Madrid.
1953. Grup de Girona. Sala Caralt, Girona.
1960. V Concurs d'Art Diputació de Girona (1a. medalla d'argent).
1961. VI Concurs d'Art Diputació de Girona (2n. premi especialitat oli).
1964. IX Concurs d'Art Diputació de Girona (2n. premi especialitat aquarel·la).
1966. Exposició d'Estampa Populara Girona, la Bisbal i Banyoles.
1966. Peintres et sculpteurs espagnols en France. Château de St. Ouen, París (França).
1967. 2º Festival Español de Aubervilliers, París (França).
1972. Expresión, 72. Sala Gaudí, Barcelona. Societat naturista vegetariana de Barcelona.
1972. Artistes gironins. Casa de Cultura Josep de Ribot, Camallera (Alt Empordà).
1972. Pintura i escultura. Sala Municipal de Girona.
1974. Mostra Art Realitat. Col·legi d'Arquitectes, Barcelona.
1975. L'altra Girona. Sala Fidel Aguilar, Girona.
1975. Autors de Girona. Galeria Emporium, Morellàs (França).
1975. III Mostra provincial d'art. Fontana d'Or, Girona.
1976, març. Els drets humans, ara!Casa de Cultura de Girona.
1976, estiu. Homenatge a Carles Rahola.Girona, Cadaqués i Barcelona.
1976. Homenatge a Rafael Alberti. Sala Maeght, Barcelona.
1976. Fons d'Art del diari Avui. Itinerant per Catalunya.
1977. Volem l'Estatut!(ADAG). Sala Fidel Aguilar, Girona.
1977. Homenatge a Xirinacs. Fundació Mirò, Barcelona i Museu d'Art Contemporani de Granollers.
1978. Homenatge a l'Abat Escarré(CIEMEN). Palau de la Virreina, Barcelona.
1980. Exposició Antiimperialista. Institut Vell i Sala Fidel Aguilar, Girona.
1980. Exposició Patriotes Catalans. Sala Fidel Aguilar, Girona.
1980. Plàstica gironina actual. Institut Vell i Fontana d'Or, Girona.
1981. Homenatge a Rafael Masó (centenari). Fontana d'Or, Girona.
1983. Fundació Pax Christi. Sala d'exposicions de la Caixa de Pensions, Girona.
1984. La imatge de la ciutat. Museu d'Art de Girona.
1984. 17 artistes gironins. Fons d'Art Contemporani del Museu d'Històriade la Ciutat. Institut Vell, Girona.
1985. Fons d'Art de Xarxa Cultural. Centre Cultural “la Caixa”, Terrassa.
1985. 18 artistes contemporanis. Palais de la Barbie, Albi (França).
1986. Girona i l'Onyar. Sala d'exposicions de la Caixa de Pensions, Girona.
1987. Homenaje a las víctimas del franquismo. Itinerant.
1988, 4t. trimestre. 5 exposicions antològiques de temes gironins. Galeria Fòrum, Girona.
1988, desembre. Figuració gironina. 5 pintors. Sala Municipal d'exposicions, Pineda de Mar.

## Articles d'Enric Marquès aRevista de Girona[9]
-Marquès, E. (s.d.). Homenatge a Joan Sibecas. Revista de Girona.
-Marquès, E. (s.d.). L'ull compromès d'Agustí Centelles. Revista de Girona.
-Marquès, E. (s.d.). Enderrocs i bastides. Revista de Girona.
-Marquès, E. (s.d.). Banyoles sense museu dels PPCC. Revista de Girona.
-Marquès, E. (s.d.). Maig'68, temps de cireres. Revista de Girona.
-Marquès, E. (s.d.). Àngel Marsà i l'”Art Nou”. Revista de Girona.
-Marquès, E. (s.d.). “Girona Còmic”: el còmic a Girona. Revista de Girona.
-Marquès, E. (s.d.). Anar al castell de sant Miquel. Revista de Girona.
-Marquès, E. (s.d.). Descoberta d'un pintor romànic. Revista de Girona.
-Marquès, E. (s.d.). Pere Mayol, pintor del Gironès. Revista de Girona.
-Marquès, E. (s.d.). Catalunya (Girona), centre d'art. Revista de Girona.
-Marquès, E. (s.d.). Girona fotogràfica?. Revista de Girona.
-Marquès, E. (1982). El GrupIndika, com a símbol. Revista de Girona, núm. 111; p. 289-290.
-Marquès, E. (1987). Un carnaval de transició. Revista de Girona, núm 120: p. 95. 
-Marquès, E. (1987). Dibuixos de Lorca i abstractes dels 60. Revista de Girona, núm. 121; p. 95.
-Marquès, E. (1987). L'Època dels Genis. Revista de Girona, núm 122; p. 95.
-Pijoan, J. (text) i Marquès, E. (il·lustracions) (1994). Aromes de Montserrat. Revista de Girona, núm. 162; p. 107-108.
-Marquès, E. (1994). Un martirologi de sang i flors. Revista de Girona, núm 163; p.10-11.
-Marquès, E. (1994). Surrealisme francés a Tossa de Mar. Revista de Girona, núm. 164; p. 14-15.
-Marquès, E. (1994). La ‘recuperació' de Fidel Aguilar. Revista de Girona, núm 167; p. 60-63.
-Marquès, E. (1995). El pregó de la Festa Major. Revista de Girona, núm. 169; p. 90-91.